# Decatur, Mississippi
Decatur är administrativ huvudort i Newton County i delstaten Mississippi. Orten har fått sitt namn efter sjömilitären Stephen Decatur. Enligt 2020 års folkräkning hade Decatur 1 945 invånare.

## Kända personer från Decatur
- Medgar Evers, medborgarrättsaktivist